# Nicolás Mayorca
Juan Nicolás Mayorca Escobar (Cali, 8 de diciembre de 1986) es un cantante y compositor colombiano orientado a la música pop y balada.

## Biografía
Nicolás Mayorca nació en Cali (Colombia) en 1986, ciudad donde vivió y adelantó sus estudios primarios y secundarios. Al terminar sus estudios, se mudó a Kentucky (Estados Unidos) a estudiar, lo que fue decisivo para afianzar su motivación por la música y el canto.
Para grabar su primer LP, en 2009 viajó a Miami, donde se llevó a cabo el proceso de preproducción y producción de lo que terminaría siendo "Un Secreto Entre los Dos".
El álbum fue producido por Mauricio y Juan Paulo Gasca, quienes realizaron hits de artistas como Ricky Martin, Jennifer Lopez, Marc Anthony, David Bisbal y Chayanne, entre otros.
El repertorio de “Un Secreto Entre los Dos” incluye canciones propias y de compositores reconocidos mundialmente, como Denisse Rich (Celine Dion); Jodi Marr (Ricky Martin), Juan Carlos Pérez Soto (Paulina Rubio), Jorge Luis Piloto (Christina Aguilera, Celia Cruz), Baltazar Hinojosa (Ximena Sariñana), Xarah y Luis Fonsi, entre otros. La placa también incluye una colaboración con la cantante chilena Nicole Natalino (exintegrante de Kudai), en la canción que da nombre al álbum y que es de autoría de Mayorca.
Nominado diferentes años a los Premios Shock como Mejor Artista Pop.

## Discografía
- 2010 Un secreto entre los dos

## Sencillos
| Año  | Título                                         | Disco                    | Director         |
| ---- | ---------------------------------------------- | ------------------------ | ---------------- |
| 2010 | Tanto                                          | Un secreto entre los dos | Al Marenco Saenz |
| 2011 | Todo lo hago por ti                            | Un secreto entre los dos | Piero Medone     |
| 2012 | Un secreto entre los dos (con Nicole Natalino) | Un secreto entre los dos | Piero Medone     |